# Liste des phares d'Estonie

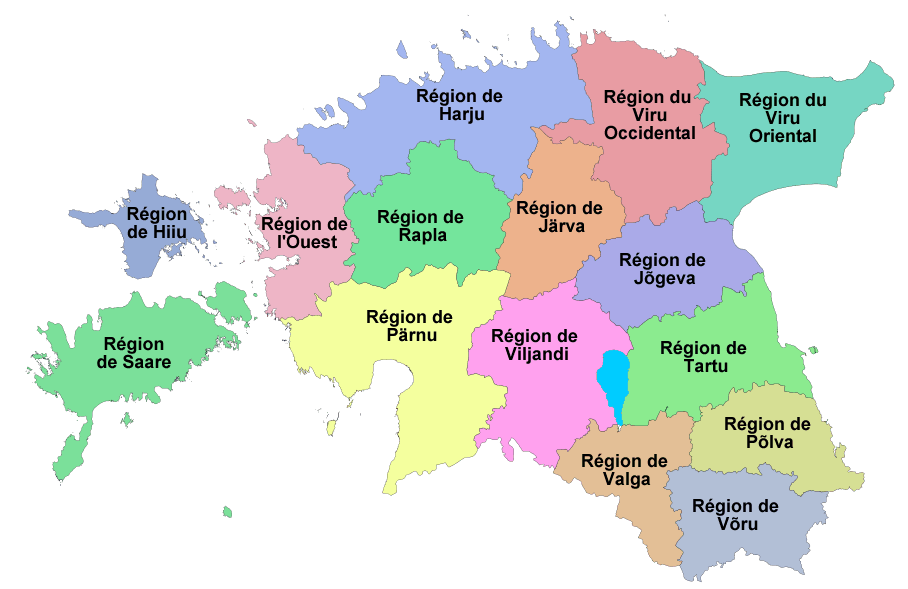
Comtés d'Estonie

Liste des phares d'Estonie : L'Estonie est un des trois pays Baltes qui possède un long littoral avec plus de cent phares qui sont exploités par l'Administration maritime estonienne ,.
L'indépendance de l'Estonie est récente. Il faisait partie de l'Empire suédois de 1625 à 1710, puis de l'Empire russe de 1710 jusqu'à la fin de la Première Guerre mondiale en 1918. Après deux décennies d'indépendance, il fut incorporé à l'Union soviétique de 1940 à 1990. Ainsi, les phares les plus anciens sont de la période impériale russe, et certains des plus récents sont de construction soviétique.
Certains phares sont inscrits au registre de monuments nationaux de l'Estonie (avec *).

## Comté de Viru-Est

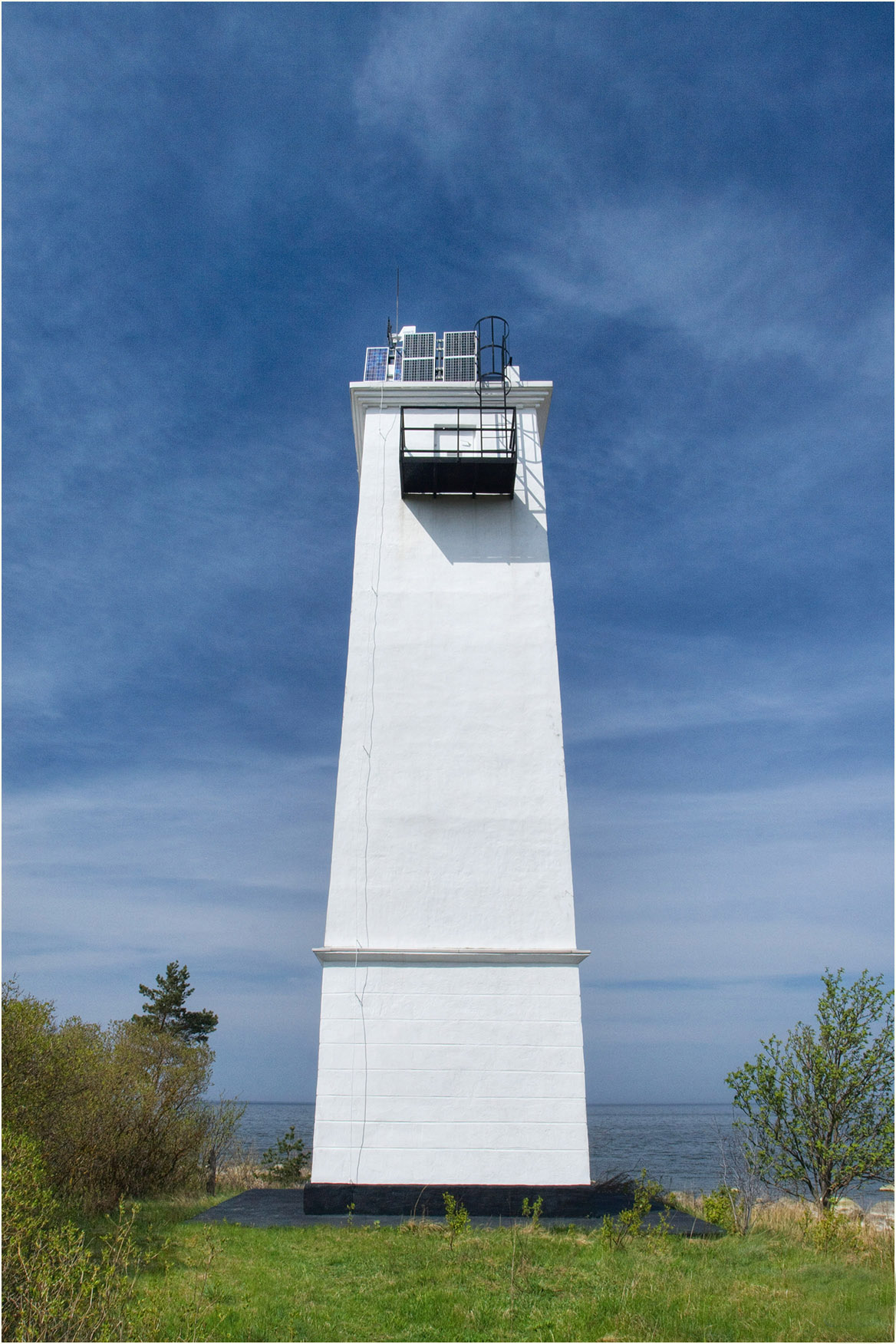
Phare de Letipea

- Phare de Narva-Jõesuu
- Phare de Valaste
- Phare de Moldava
- Lac Peïpous :
  - Phare de Rannapungerja

## Comté de Viru-Ouest
- Phare de Letipea
- Île de Vaindloo :
  - Phare de Vaindloo
- Phare de Vainupea
- Phare de Vergi

## Comté de Harju

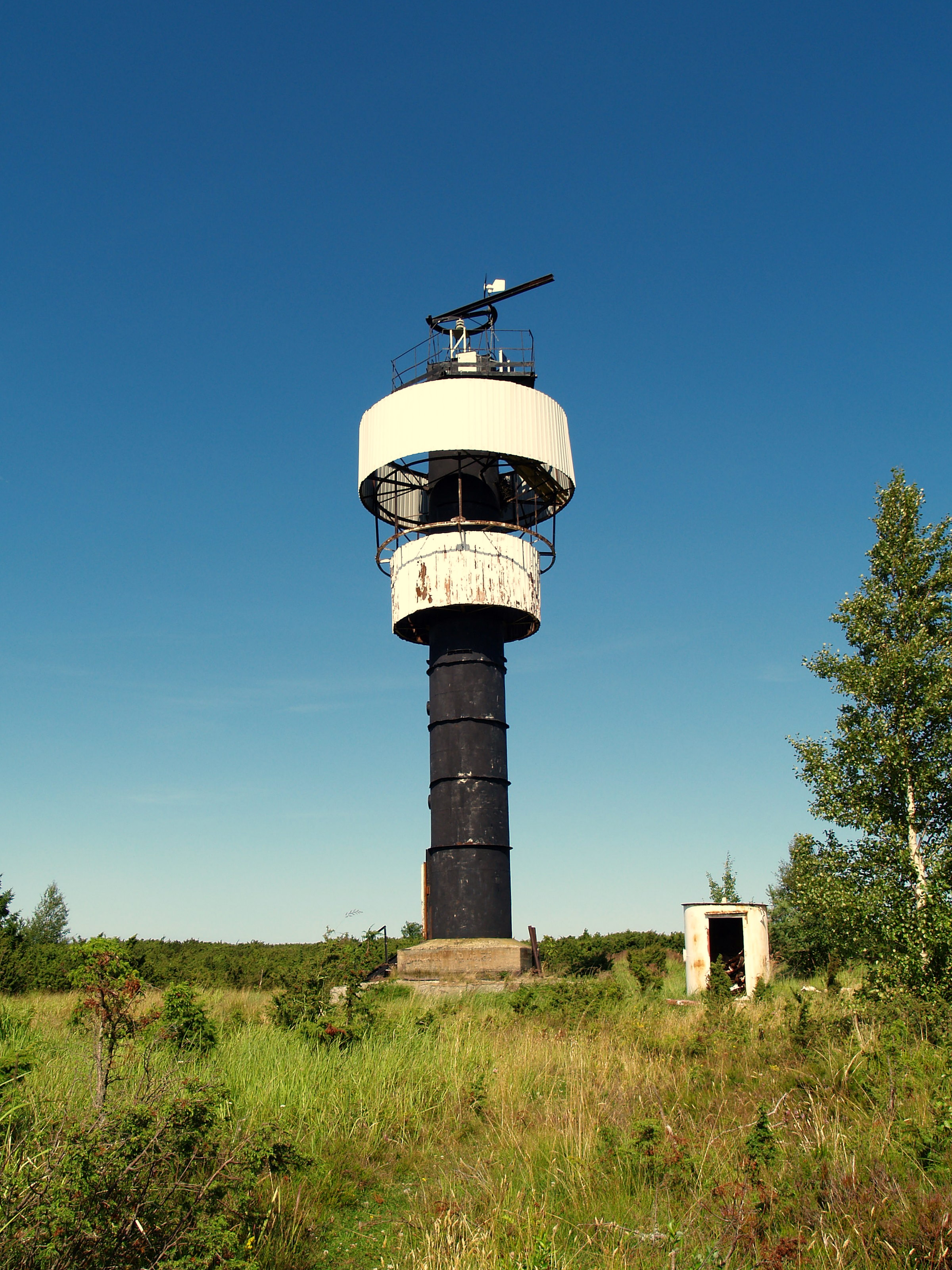
Phare d'Aksi

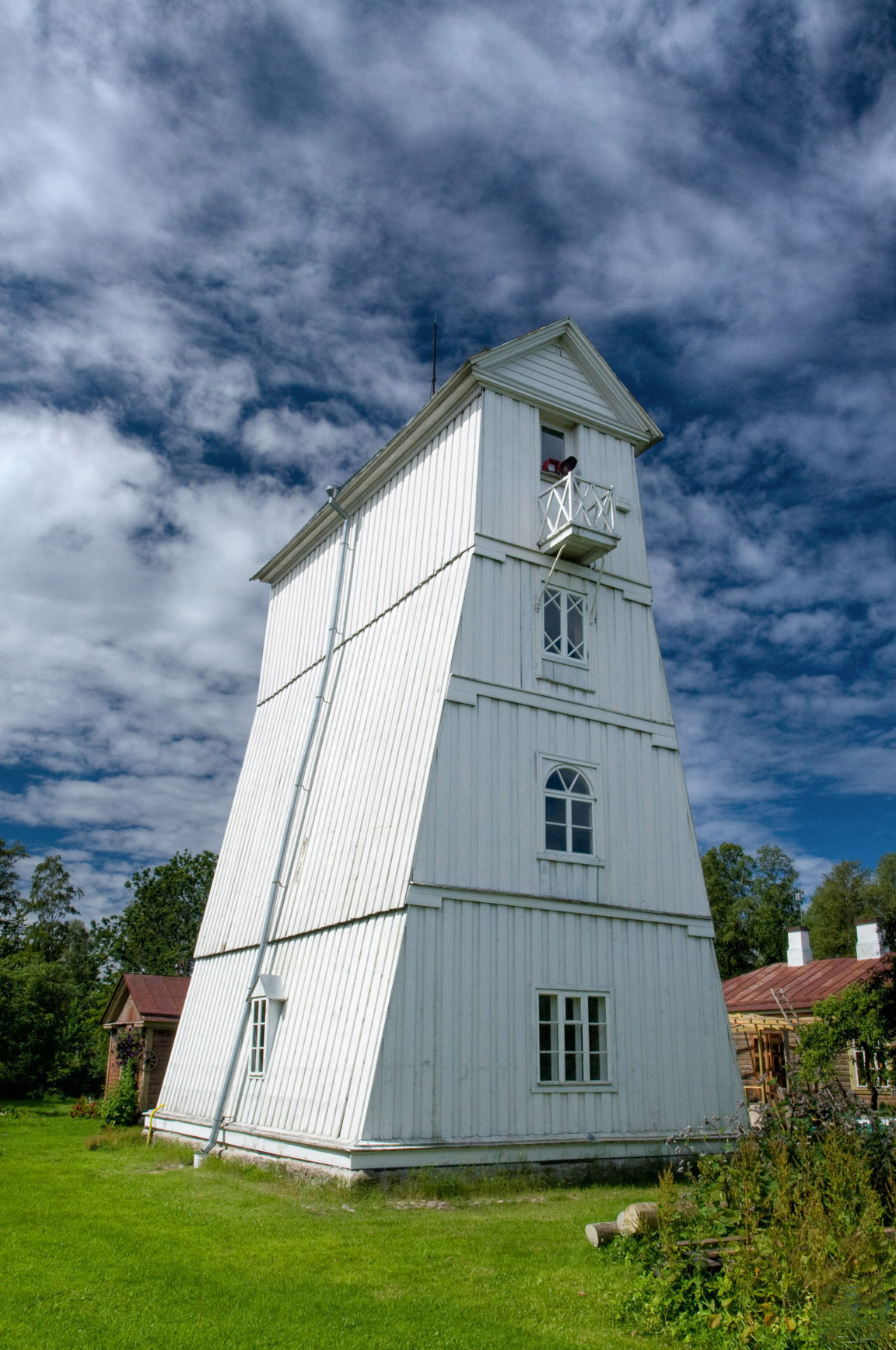
Phare de Suurupi

- Île Mohni :
  - Phare de Mohni *
- Phare de Juminda
- Phare d'Aksi
- Île de Keri :
  - Phare de Keri *
- Phare de Tallinnamadala
- Phare avant de Tallinn *
- Phare arrière de Tallinn *

- Île Naissaar :
  - Phare de Naissaar
- Phare avant de Suurupi *
- Phare arrière de Suurupi *
- Phare de Pakri *

## Comté de Lääne

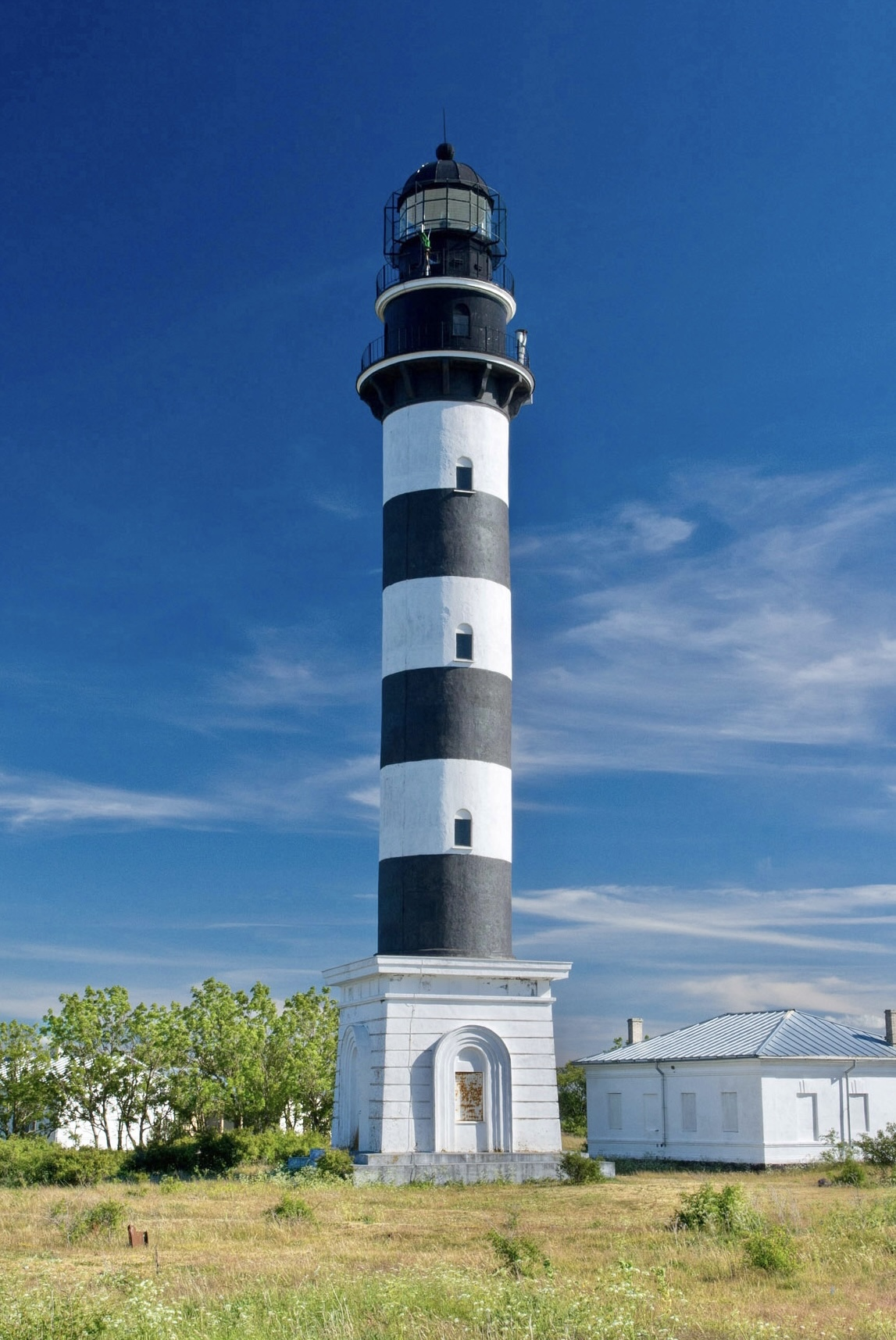
Phare d'Osmussaare

- Île d'Osmussaar :
  - Phare d'Osmussaar
- Île Vormsi :
  - Phare avant de Norrby
  - Phare arrière de Norrby
  - Phare de Vormsi *
- Phare de Rukkirahu
- Phare avant de Paralepa
- Phare arrière de Paralepa
- Phare de Virtsu

## Comté de Hiiu
- Phare de Tahkuna *
- Phare d'Hiiessaare
- Phare de Kõpu *
- Phare de Ristna *
- Phare avant de Sõru
- Phare arrière de Sõru

## Comté de Saare

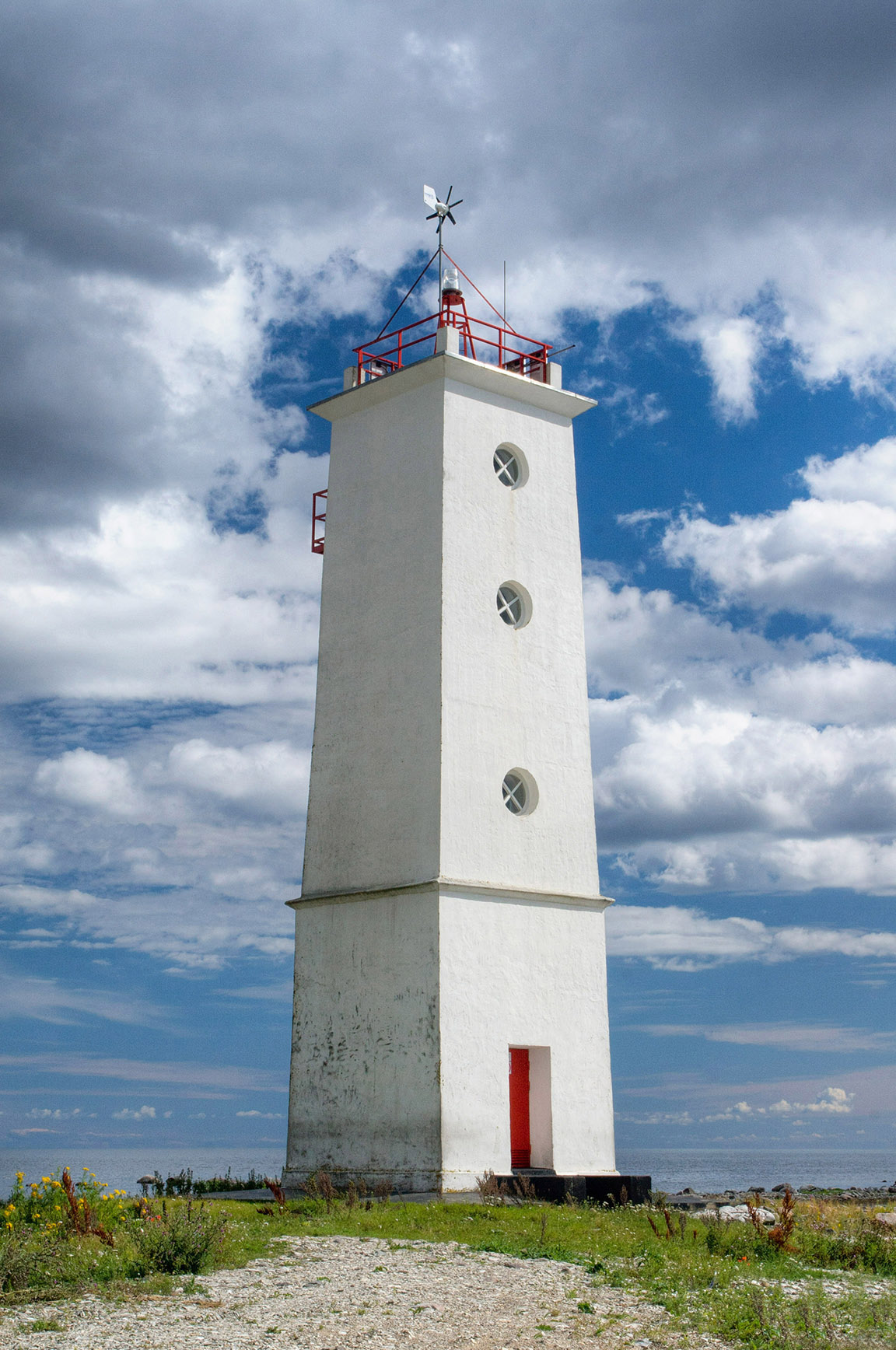
Phare de Sääretükk

- Ile de Viirelaid :
  - Phare de Viirelaid
- Phare de Kübassaare
- Île de Vilsandi :
  - Phare de Vilsandi *
- Phare de Sääretükk
- Île d'Abruka :
  - Phare avant d'Abruka
  - Phare arrière d'Abruka
- Phare d'Anseküla
- Phare de Kaavi
- Phare de Kiipsaare (Inactif)
- Phare de Loode
- Phare de Sõrve
- Île de Ruhnu :
  - Phare de Ruhnu *

## Comté de Pärnu

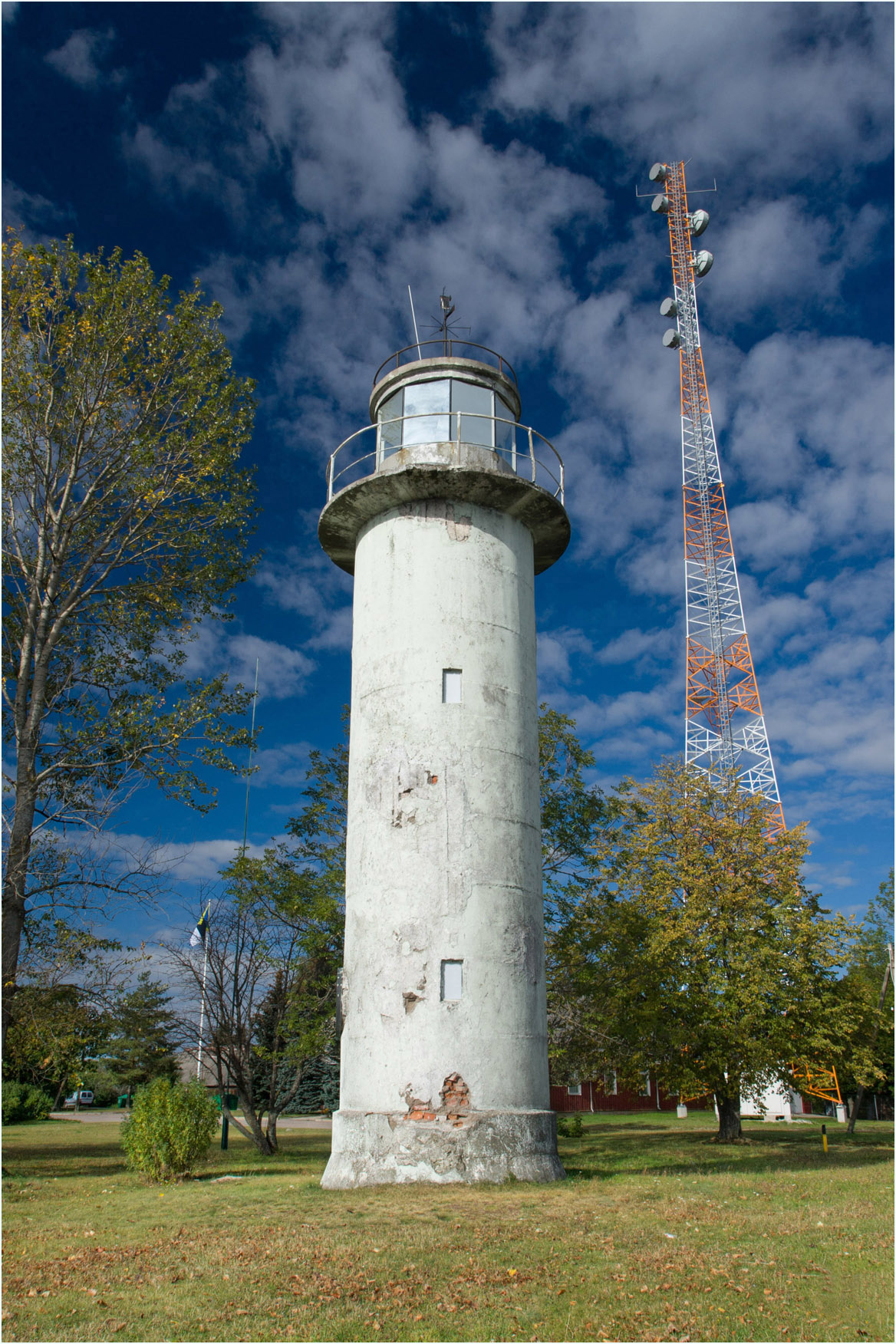
Phare de Mehikoorma

- Phare de Sõmeri
- Île de Kihnu :
  - Phare de Kihnu
- Île de Sorgu :
  - Phare de Sorgu

## Comté de Tartu
- Lac Peïpous :
  - Phare de Mehikoorma
  - Phare de Ninaküla